# Європейська громадянська ініціатива
Європейська громадянська ініціатива (ЄГІ)  — механізм Європейського Союзу (ЄС), спрямований на підвищення прямої демократії шляхом надання можливості «громадянам ЄС брати безпосередню участь у розробці політики ЄС»,  запроваджений Лісабонською угодою 2007 року. Ініціатива дає змогу одному мільйону громадян Європейського Союзу, які є громадянами принаймні семи держав-членів, звернутися безпосередньо до Європейської комісії з пропозицією правового акту (зокрема, Директиви чи Регламенту) у сфері, де країни-члени передали повноваження на рівень ЄС. Це право звертатися до Комісії з пропозицією ініціювати законодавчу пропозицію ставить громадян на один рівень з Європейським парламентом та Європейською радою, які користуються цим правом відповідно до статей 225 та 241 Договору про функціонування Європейського Союзу (ДФЄС). Комісія має право ініціативи в ЄС. Першою зареєстрованою ЄГІ (хоча і другою поданою) стала Братство 2020 (розпочата 9 травня 2012 року у День Європи).